# Michel Kichka
Michel Kichka (Luik, 1954) is een Israëlisch cartoonist en striptekenaar.
Kichka werd geboren in België als zoon van Henri Kichka (1926-2020), een overlevende van de Holocaust. Hij groeide in Franstalig België op met strips van de Frans-Belgische School. Hij studeerde architectuur. 
In 1974 emigreerde hij naar Israël waar hij naam maakte als cartoonist. Hij geeft er les aan de Bezalel Academie van Schone Kunsten in Jeruzalem. Zijn autobiografische strip Deuxième génération, uitgegeven door Dargaud, vertelt met humor hoe kinderen van overlevenden van de Holocaust met dit trauma omgaan.
- Bibliothèque nationale de France: cb132054963 (data)
- Gemeinsame Normdatei: 1049761383
- Information Center for Israeli Art: 276986
- International Standard Name Identifier: 0000 0000 9543 1110
- Library of Congress Control Number: n80071702
- Nationale Bibliotheek van Israël: 987007494144105171
- Réseau des bibliothèques de Suisse occidentale: 02-A020468602
- LIBRIS: 398948
- Système universitaire de documentation: 130587591
- Union List of Artist Names: 500483025
- Virtual International Authority File: 140740213
- WorldCat: E39PBJpJjGRcFqcF6bbmT4jt8C